# Stojaspalův mlýn
Stojaspalův mlýn v Dolním Němčí v okrese Uherské Hradiště je vodní mlýn, který stojí na říčce Okluky. Je chráněn jako nemovitá kulturní památka České republiky.

## Historie
Mlýn byl postaven roku 1720. V roce 1914 vyhořel a nebyl obnoven. Areál adaptován na muzeum.

## Popis
Mlýn je tvořen obytnou a hospodářskou částí s klenutým sklepem. Je památkou lidového stavitelství a nese prvky typické pro Horňácko. Robustní zděnou stavbu kryje valbová střecha. V interiéru jsou zachované záklopové stropy. Voda na vodní kolo vedla náhonem, mlýnská technologie se nedochovala.